# Gerardo Litterio
Gerardo Litterio (Pescopennataro, 7 dicembre 1926 – Campobasso, 11 luglio 2025) è stato un politico italiano.

## Biografia
Nato a Pescopennataro nel 1926, militò politicamente nelle file della Democrazia Cristiana, partito con il quale fu eletto più volte in consiglio comunale a Campobasso. Nel 1980 venne eletto sindaco di Campobasso e fu poi riconfermato per una secondo mandato nel 1985, rimanendo in carica fino al luglio 1990.
Litterio è morto l'11 luglio 2025 all'età di 98 anni.